# La masovera (Joan Miró)
La masovera és una pintura de Joan Miró elaborada entre 1922 i 1923, conservada al Centre Georges Pompidou de París. Reprodueix una escena de la realitat familiar i tranquil·litzadora de Mont-roig del Camp, com La masia, pintada poc abans (1921 – 1922). De fet, es podria considerar La masovera com un detall ampliat d'aquella. Els elements que la conformen són: un gat assegut al costat d'una estufa, la masovera descalça amb un cubell en un braç i un conill en un altre. La desmesurada proporció dels peus de la masovera recorden la importància dels peus en l'univers del pintor, formant part de la seva simbologia, al mateix nivell que l'ull, el sexe, l'escala, les estrelles o l'horitzó; és a través dels peus que brota l'energia que transfigura allò que és real.
| «                       | Quan vaig pintar 'La masovera', vaig pensar que havia fet el gat massa gros: això desequilibrava la pintura. Aquest és el motiu dels dobles cercles i de les dues línies angulars a primer terme. Semblen simbòlics, esotèrics; però no són cap fantasia. Els hi vaig posar perquè el quadre tingués un equilibri. | » |
| — Sweeney, 1948, p. 208 | |   |